# Marc Fosset
Marc Fosset (* 17. Mai 1949 im Quartier de Belleville, Paris; † 31. Oktober 2020) war ein französischer Jazzgitarrist.

## Leben und Wirken
Der Linkshänder Fosset war Autodidakt. Er beschloss Gitarrist zu werden, nachdem er 1958 Didi Duprat, den Begleiter von Yves Montand, gehört hatte. 1960 hatte er seine erste Gitarre, erst akustisch, dann elektrisch. Von 1962 bis 1969 bildete er mit seinen Brüdern und Freunden verschiedene Bands, auch im Countrybereich, spielte auf Bällen, aber auch im Manouches-Milieu im Restaurant La Véranda am Flohmarkt Saint-Ouen. Dabei vertiefte er sich beim gemeinsamen Musizieren in den Stil von Django Reinhardt. Er frequentierte auch zunehmend Jazz-Clubs und studierte bildende Kunst. Nach formaler Ausbildung eröffnete er 1970 das Konzert der Big Band von Ivan Jullien.
1971 begann Fosset als Begleiter zahlreicher Jazz- und Bluesmusiker (zusammen mit dem Saxophonisten Michel de Villers) im Club „Trois Mailletz“ in Paris, u. a. Michel Roques, Sonny Criss, Bill Coleman, Memphis Slim, Ted Curson und Robert Guérin. Ab 1973 gehörte er zu der Band Magma.
Bekannt wurde Fosset durch sein 1977 gegründetes Duo mit Patrice Caratini, mit dem er auch u. a. Martial Solal, Maurice Vander, Marcel Azzola und den Perkussionisten Michel Delaporte begleitete bzw. im Trio spielte. Der eigentliche Anlass war, dass er nach seinem Militärdienst Mitte der 1970er Jahre zunächst wieder im Trois Mailletz spielte, das Geschäft aber nicht mehr so gut lief. Zu dieser Zeit bekam Pierre Rizzoli, der Eigentümer des Jazzclubs Caveau de la Montagne Probleme mit seinen Nachbarn wegen Lärm und beschloss nur noch Duos auftreten zu lassen. Er engagierte Fosset und Caratini, was Modellfunktion hatte. Beide liebten Chansons (Caratini war zuvor Begleiter von Maxime Le Forestier gewesen) und eine intime Atmosphäre. Fosset benutzte unterschiedliche instrumentale Effekte und Techniken wie elektronische Chorus-Effekte gemischt mit akustischer Gitarre, Eklektizismus im Stil (Bossa, Bop, Folk, Avantgarde), Benutzung von Bogen und Pizzicato. Ihr erstes Album Boîte à musique (Open Records 1979) war ein großer Erfolg, der zur Teilnahme an der Grand Parade du Jazz beim Jazzfestival Nizza im Quartett von René Urtreger bei dessen Comeback führte (er spielte auch auf Récidive, Sonopresse-Carlyne, 1977, von Urtreger mit). 1978 erhielt sie für das Album den Prix Boris Vian. 1978 folgte eine weitere Duoaufnahme (Le Chauve et le gaucher), Live aufgenommen im Petit Opportun. Es folgten die Duo-Aufnahme Troisième Acte (1982) und Trio Aufnahmen mit Marcel Azzola (einem Freund von Didi Duprat): Trois Temps pour bien faire (1982) und Fleur de banlieue (1986). Fosset und Caratini spielten ab 1976 im Trio mit dem Organisten Patrice Galas und dem Schlagzeuger Franco Manzecchi (Organ, Open Records, 1978) und später Umberto Pagnini am Schlagzeug (Live, String, 1980), mit dem Vibraphonisten Claude Guilhot und dem Schlagzeuger Charles Saudrais (Petit Voyage, Open, 1979). 1980 veröffentlichte er die Solo-Aufnahme La Récré (Amerika, 1980) und nahm im Sextett von Kenny Clarke auf (Kenny To Day, Night & Day, 1980) und im Duett mit Michel de Villers (Hershey Bar, Ahead, 1980). Er spielte auch in der Big Band Onztet von Caratini.
Fosset ging zudem in den 1980er und 1990er Jahren auf weltweite Tournee mit Stéphane Grappelli, mit dem das Duo von Fosset und Caratini auch schon auf dessen Jubiläumskonzert zum 75. Geburtstag 1983 auftrat. Mit Grappelli nahm er bis in die 1990er Jahre auf, darunter im Duett mit Grappelli Stephanova (Concord, 1983), Looking at You (JMS, 1984). Er spielte mit ihm in der Filmmusik zu Milou en mai (CBS 1989), auf In Tokyo (mit Marcel Azzola und Jean-Philippe Viret, CBS 1990) und Live mit Philip Catherine und Niels-Henning Ørsted Pedersen (Birdology, 1992).
In den 2000er Jahren spielte er mit dem Akkordeonspieler Jacques Bolognesi und den Kontrabassisten Jean-Luc Ponthieux und Pierre-Yves Sorin im Trio Hermetotico (gleichnamiges Album, Frémeaux 2007) und bildete ein eigenes Trio mit dem Schlagzeuger Éric Dervieu und dem Organisten Philippe Petit (I Want to Be Happy, Frémeaux 2009). Weiterhin ist er auf Alben von Florin Niculescu (Plays Stephane Grappelli ), Florence Fourcade (Best of Swing) und Dany Doriz/Scott Hamilton zu hören. Fosset sang gerne zum Gitarrenspiel und nahm 1990 das Album Crooner auf, in der er amerikanische Songs in französischer Übersetzung sang (begleitet von Georges Arvanitas, Claude Guilhot, Marcel Azzola, Patrice Caratini und Charles Saudrais).
Erkrankt an der Parkinson-Krankheit konnte er nur noch zu Beginn der 2010er Jahre auftreten.